# The Unfaithful Wife
The Unfaithful Wife è un film muto del 1915 diretto da J. Gordon Edwards.

## Produzione
Il film fu prodotto dalla Fox Film Corporation.

## Distribuzione
Distribuito dalla Fox Film Corporation, il film uscì nelle sale cinematografiche USA il 5 dicembre 1915.